# Hohen

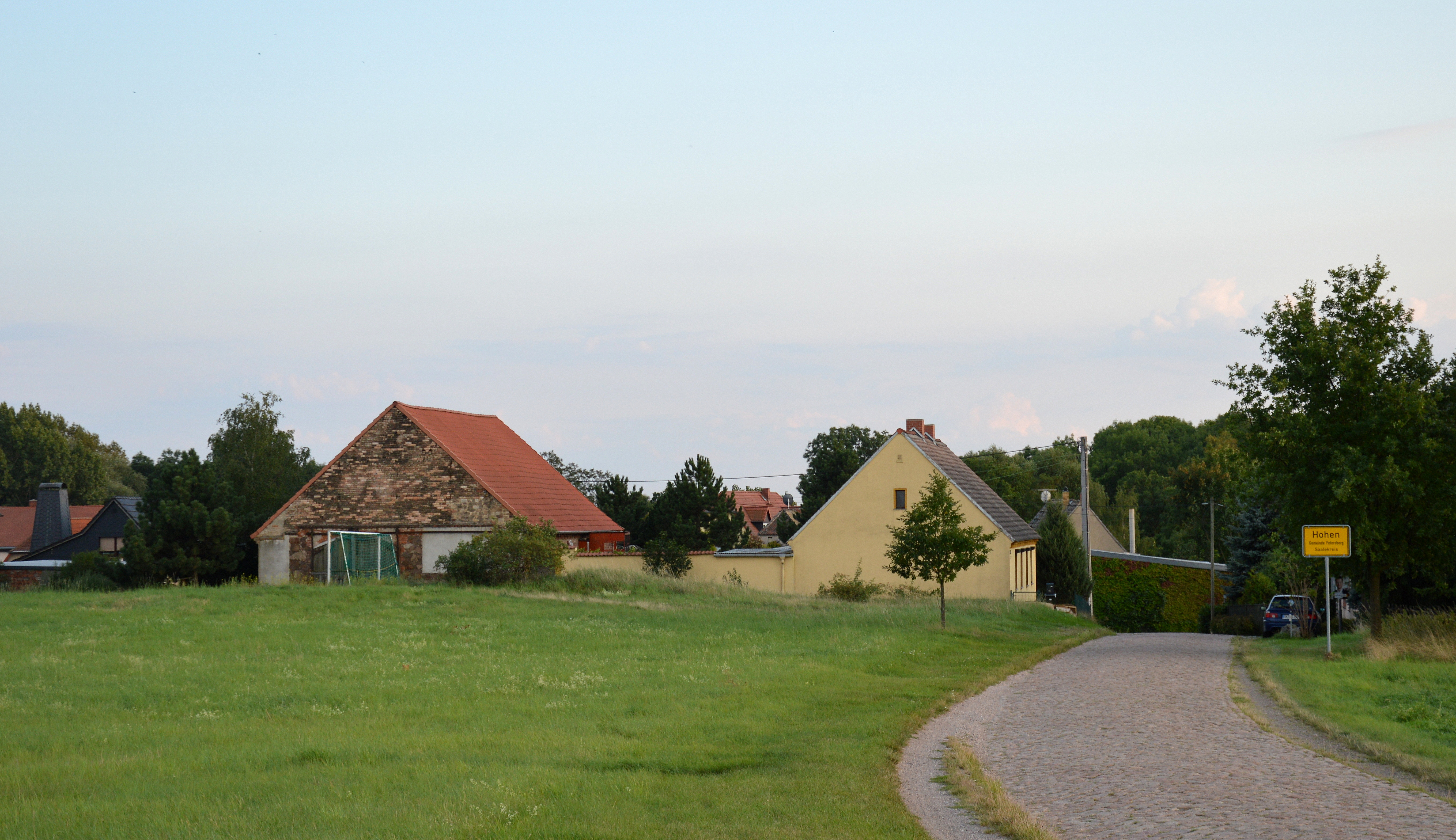
Blick von Norden auf Hohen

Hohen ist ein zum Ortsteil Brachstedt der Gemeinde Petersberg in Sachsen-Anhalt gehörendes Dorf.
Es liegt etwa einen Kilometer südöstlich von Brachstedt, nordöstlich der Stadt Halle (Saale). Nördlich der Ortslage befindet sich die prähistorische Grabanlage Geisterhügel, östlich liegt der Dachsberg.

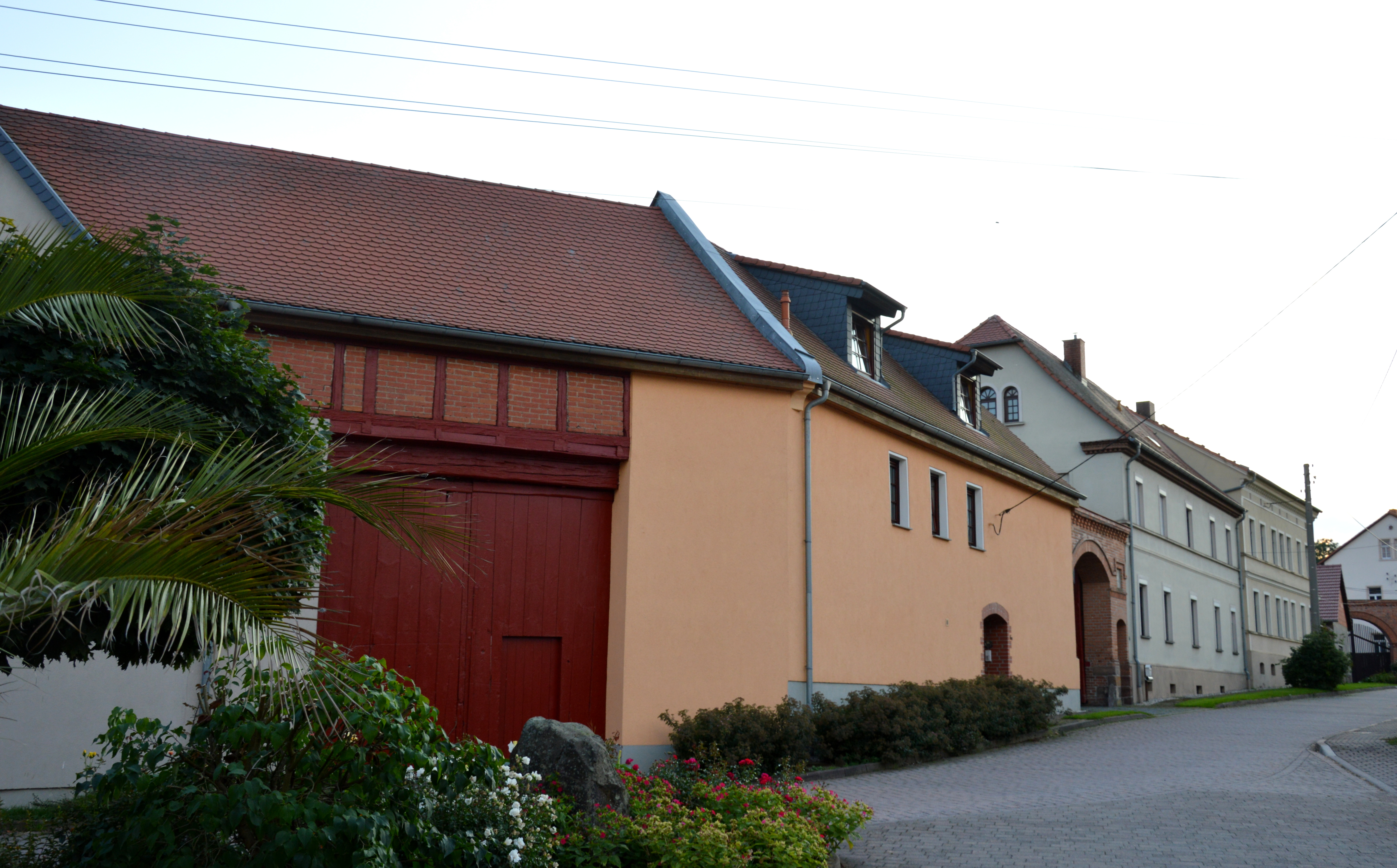
Zum Bauernteich in Hohen

Der Ort ist durch mehrere Bauernhöfe aus dem 19. Jahrhundert geprägt. Die Straßenzeile Zum Bauernteich 3–6 steht unter Denkmalschutz.
Im Jahr 1925 lebten 174 Menschen im Ort, heute (2019) noch 95. Am 1. April 1938 wurde Hohen nach Brachstedt eingemeindet. Als Teil von Brachstedt wurde es 2010 Teil der Gemeinde Petersberg.